# San Isidro Club
O San Isidro Club (SIC) é um clube de rúgbi, hóquei sobre a grama e outros esportes com sede em San Isidro, subúrbio de Buenos Aires, Argentina, membro da Unión de Rugby de Buenos Aires (URBA).

## História
O clube foi fundado em 14 de dezembro de 1935, depois que vários jogadores e parte da direção do Club Atlético de San Isidro (CASI) foram despedidos por diferenças ideológicas. O clube já ganhou 23 títulos, convertendo-se em uma das equipes mais importantes da URBA, especialmente depois da década de 70´.
A partida entre o SIC e oCASI é, pela história e popularidade, o superclássico do rúgbi argentino, desde a fundação do clube, dividindo San Isidro em duas. O primeiro encontro entre ambas instituições aconteceu em 9 de maio de 1937 e terminou com vitória do SIC por 3 a 0 através de um penal anotado por Felipe Meyer Arana, produto de um offside do jogador Giraud do CASI. No total, já se enfrentaram em 113 oportunidades com 44 vitórias do SIC, 10 empates e 59 triunfos do CASI.

## Títulos
- Unión de Rugby de Buenos Aires (23): 1939, 1941, 1948, 1970 (dividido com CUBA), 1971, 1972, 1973, 1977, 1978, 1979, 1980, 1983, 1984, 1986, 1987, 1988, 1993, 1994, 1997, 1999, 2002, 2003 e 2004.

- Nacional de Clubes (4): 1993, 1994, 2006 e 2008.

## Jogadores de destaque
- Alejo Corral
- Benjamín Madero
- Diego Albanese
- Diego Cash
- Diego Cuesta Silva
- Federico Serra
- Gonzalo Gassó
- Gonzalo Longo
- Gonzalo Tiesi
- José Luis Cilley
- Juan José Angelillo
- Juan Manuel Leguizamón
- Julio Freixas
- Lucio López Fleming
- Marcelo Loffreda
- Martín Rospide
- Martín Schusterman
- Matías Corral
- Nicolás Bruzzone
- Rafael Madero
- Ramiro Martinez Frugoni
- Ricardo De Vedia
- Rolando Martin
- Santiago Artese
- Santiago Gonzalez Bonorino
- Tomas De Vedia
- Tomas Leonardi